# Epigrafo
Em matemática, o epigrafo de uma função f : Rn→R é o conjunto de pontos que estão no ou acima de um gráfico:
{\displaystyle {\mbox{epi}}f=\{(x,\mu )\,:\,x\in \mathbb {R} ^{n},\,\mu \in \mathbb {R} ,\,f(x)\leq \mu \}\subseteq \mathbb {R} ^{n+1}.}

## Propriedades
Uma função é convexa se e somente se seu epigrafo é um conjunto convexo. O epigrafo de uma função afim real g : Rn→R é um semi-espaço em Rn+1.